# Adolfo Federico V di Meclemburgo-Strelitz
Adolfo Federico V (Neustrelitz, 22 luglio 1848 – Berlino, 11 giugno 1914) è stato granduca di Meclemburgo-Strelitz dal 1904 fino alla sua morte.

## Biografia
Nacque a Neustrelitz, unico figlio sopravvissuto del granduca Federico Guglielmo di Meclemburgo-Strelitz e della principessa Augusta di Cambridge. A seguito della morte del nonno Giorgio il 6 settembre 1860 divenne erede del granducato con il titolo di granduca ereditario.
Prese parte alla guerra franco-prussiana e rappresentò il padre all'incoronazione di Guglielmo I di Prussia a imperatore di Germania a Versailles. Egli succedette al padre come granduca il 30 maggio 1904.
Nel 1907 annunciò al proprio granducato la concessione di una costituzione, ma incontrò l'opposizione dei nobili. In questo tentativo si offrì di pagare 2 500 000 marchi dal tesoro nazionale se i nobili avessero desistito dalle loro posizioni. Nel 1912 cercò nuovamente, ma inutilmente, di concedere una costituzione per il Meclemburgo-Strelitz che con il Meclemburgo-Schwerin, rimanevano gli unici stati europei senza una costituzione.
Nel gennaio del 1914 era considerato la persona più ricca in Germania dopo l'imperatore Guglielmo II, con una fortuna di 88 750 000 marchi.
Morì a Berlino nel 1914 e gli succedette il figlio maggiore, Adolfo Federico VI.

## Matrimonio
Adolfo Federico V si sposò il 17 aprile 1877, a Dessau, con la principessa Elisabetta di Anhalt, da cui ebbe quattro figli:
- Maria (1878-1948), sposò nel 1899 il conte Georg Jametel (1859−1944) dalla quale si separò nel 1908. Si risposò nel 1914 col principe Giulio Ernesto di Lippe (1873−1952)
- Jutta (1880-1946), sposò Danilo II del Montenegro, figlio di Nicola I del Montenegro;
- Adolfo Federico (1882-1918);
- Carlo Borwin (1888-1908).

## Ascendenza
|                                                      |                             |                                                 | Genitori                                                        |  |  | Nonni |  |  | Bisnonni                                   |  |  | Trisnonni                                            |  |
|                                                      |                             |                                                 |                                                                 |  |  |       |  |  | Carlo II, granduca di Meclemburgo-Strelitz |  |  | duca Carlo Ludovico Federico di Meclemburgo-Strelitz |  |
|                                                      |                             |                                                 |                                                                 |  |  |       |  |  | Carlo II, granduca di Meclemburgo-Strelitz |  |  | duca Carlo Ludovico Federico di Meclemburgo-Strelitz |  |
|                                                      |                             | Elisabetta Albertina di Sassonia-Hildburghausen |                                                                 |  |  |       |  |  | Carlo II, granduca di Meclemburgo-Strelitz |  |  |                                                      |  |
| Giorgio, granduca di Meclemburgo-Strelitz            |                             |                                                 |                                                                 |  |  |       |  |  | Carlo II, granduca di Meclemburgo-Strelitz |  |  |                                                      |  |
|                                                      |                             | principessa Federica d'Assia-Darmstadt          | principe Giorgio Guglielmo d'Assia-Darmstadt                    |  |  |       |  |  |                                            |  |  |                                                      |  |
|                                                      |                             | principessa Federica d'Assia-Darmstadt          | principe Giorgio Guglielmo d'Assia-Darmstadt                    |  |  |       |  |  |                                            |  |  |                                                      |  |
|                                                      |                             | principessa Federica d'Assia-Darmstadt          | contessa Maria Luisa Albertina di Leiningen-Dagsburg-Falkenburg |  |  |       |  |  |                                            |  |  |                                                      |  |
| Federico Guglielmo, granduca di Meclemburgo-Strelitz |                             | principessa Federica d'Assia-Darmstadt          |                                                                 |  |  |       |  |  |                                            |  |  |                                                      |  |
|                                                      |                             | principe Federico d'Assia-Kassel                | Federico II d'Assia-Kassel                                      |  |  |       |  |  |                                            |  |  |                                                      |  |
|                                                      |                             | principe Federico d'Assia-Kassel                | Federico II d'Assia-Kassel                                      |  |  |       |  |  |                                            |  |  |                                                      |  |
|                                                      |                             | principe Federico d'Assia-Kassel                | principessa Maria di Gran Bretagna                              |  |  |       |  |  |                                            |  |  |                                                      |  |
| principessa Maria di Assia-Kassel                    |                             | principe Federico d'Assia-Kassel                |                                                                 |  |  |       |  |  |                                            |  |  |                                                      |  |
|                                                      |                             | principessa Carolina di Nassau-Usingen          | Carlo Guglielmo, principe di Nassau-Usingen                     |  |  |       |  |  |                                            |  |  |                                                      |  |
|                                                      |                             | principessa Carolina di Nassau-Usingen          | Carlo Guglielmo, principe di Nassau-Usingen                     |  |  |       |  |  |                                            |  |  |                                                      |  |
|                                                      |                             | principessa Carolina di Nassau-Usingen          | contessa Carolina Felicita di Leiningen-Dagsburg                |  |  |       |  |  |                                            |  |  |                                                      |  |
| Adolfo Federico V                                    |                             | principessa Carolina di Nassau-Usingen          |                                                                 |  |  |       |  |  |                                            |  |  |                                                      |  |
|                                                      | Giorgio III del Regno Unito | Federico, principe del Galles                   |                                                                 |  |  |       |  |  |                                            |  |  |                                                      |  |
|                                                      | Giorgio III del Regno Unito | Federico, principe del Galles                   |                                                                 |  |  |       |  |  |                                            |  |  |                                                      |  |
|                                                      | Giorgio III del Regno Unito | principessa Augusta di Sassonia-Gotha-Altenburg |                                                                 |  |  |       |  |  |                                            |  |  |                                                      |  |
| principe Adolfo, duca di Cambridge                   | Giorgio III del Regno Unito |                                                 |                                                                 |  |  |       |  |  |                                            |  |  |                                                      |  |
|                                                      |                             | principessa Carlotta di Meclemburgo-Strelitz    | duca Carlo Ludovico Federico di Meclemburgo-Strelitz            |  |  |       |  |  |                                            |  |  |                                                      |  |
|                                                      |                             | principessa Carlotta di Meclemburgo-Strelitz    | duca Carlo Ludovico Federico di Meclemburgo-Strelitz            |  |  |       |  |  |                                            |  |  |                                                      |  |
|                                                      |                             | principessa Carlotta di Meclemburgo-Strelitz    | Elisabetta Albertina di Sassonia-Hildburghausen                 |  |  |       |  |  |                                            |  |  |                                                      |  |
| principessa Augusta di Cambridge                     |                             | principessa Carlotta di Meclemburgo-Strelitz    |                                                                 |  |  |       |  |  |                                            |  |  |                                                      |  |
|                                                      |                             | principe Federico d'Assia-Kassel                | Federico II d'Assia-Kassel                                      |  |  |       |  |  |                                            |  |  |                                                      |  |
|                                                      |                             | principe Federico d'Assia-Kassel                | Federico II d'Assia-Kassel                                      |  |  |       |  |  |                                            |  |  |                                                      |  |
|                                                      |                             | principe Federico d'Assia-Kassel                | principessa Maria di Gran Bretagna                              |  |  |       |  |  |                                            |  |  |                                                      |  |
| principessa e langravia Augusta di Assia-Kassel      |                             | principe Federico d'Assia-Kassel                |                                                                 |  |  |       |  |  |                                            |  |  |                                                      |  |
|                                                      |                             | principessa Carolina di Nassau-Usingen          | Carlo Guglielmo, principe di Nassau-Usingen                     |  |  |       |  |  |                                            |  |  |                                                      |  |
|                                                      |                             | principessa Carolina di Nassau-Usingen          | Carlo Guglielmo, principe di Nassau-Usingen                     |  |  |       |  |  |                                            |  |  |                                                      |  |
|                                                      |                             | principessa Carolina di Nassau-Usingen          | contessa Carolina Felicita di Leiningen-Dagsburg                |  |  |       |  |  |                                            |  |  |                                                      |  |
|                                                      |                             | principessa Carolina di Nassau-Usingen          |                                                                 |  |  |       |  |  |                                            |  |  |                                                      |  |